# Alfred Schrader
Alfred Schrader (* 23. Dezember 1924 in Erfurt; † 5. Juli 2024 in Berlin) war ein deutscher Dramaturg und Hörspielautor.

## Wirken
Schrader absolvierte ein Philologiestudium und war danach Literaturredakteur in Weimar. Von 1958 war er bis 1989 für den Rundfunk der DDR als fest angestellter Dramaturg in den Bereichen Kinderhörspiel, Hörspiel und Feature tätig. Darüber hinaus verfasste er als freier Autor Manuskripte für eigene Hörspiele und Literaturbearbeitungen. Zu seinen besonderen Verdiensten gehört die dramaturgische Betreuung und Produktion von Kinderhörspielen, die Heiner Müller in der Zeit nach dem 1961 verhängten Verbot seines Bühnenstücks Die Umsiedlerin oder Das Leben auf dem Lande in den 1960er Jahren über seine Einkommensprobleme halfen.

## Werke

### Hörspiele als Dramaturg (Auswahl)
- 1962: Reineke Fuchs von Günther Deicke
- 1962: Aljoschas Herz, Kinderhörspiel von Heiner Müller nach Michail Scholochow
- 1963: Der Kamelaugebrunnen, Kinderhörspiel von Heiner Müller nach Tschingis Aitmatow
- 1964: Sierra an Meridian, Utopisches Kinderhörspiel von Heiner Müller nach Carlos Rasch

### Hörspiele als Autor und Bearbeiter (Auswahl)
- 1967: Eine alte Geschichte (Kinderhörspiel)
- 1968: Ein Herz für Kultur (Kinderhörspiel)
- 1968: Berlin, Sonnabend, 28. September 1968 (Hörspiel-Co-Autor)
- 1971: ... dann müsste man dich erfinden (Hörspiel)
- 1971: Die Jugend des Königs Henri Quatre (Hörspielbearbeitung nach Heinrich Mann, zusammen mit Wolfgang Beck)
- 1971: Die Vollendung des Königs Henri Quatre (Hörspielbearbeitung nach Heinrich Mann, zusammen mit Wolfgang Beck)
- 1973: Zwei Silben zum Appell geworden: Vietnam (Hörspiel-Co-Autor)
- 1974: Die Wahlverwandtschaften von Johann Wolfgang Goethe (zweiteilige Hörspielbearbeitung zusammen mit Hans Jürgen Geerdts)
- 1976: Die Leiden des jungen Werthers von Johann Wolfgang Goethe (Hörspielbearbeitung)
- 1976: Der gestohlene Adonis (Kriminalhörspiel)
- 1977: Und 20.000 für Amely (Kriminalhörspiel)
- 1980: Manne findet eine Insel (Kriminalhörspiel)
- 1981: Die unbekannte Stimme (Kriminalhörspiel)
- 1983: Wie du mir, so ich Dir (Kriminalhörspiel)
- 1986: Probefahrt (Kriminalhörspiel)
- 1989: Meinem Herzen am Nächsten (Hörspiel)